# Кабель П-268
Кабель П-268 («толстая полёвка») — полевой кабель, предназначенный для обеспечения телефонной связи в тактическом звене, устройства абонентских линий сети внутренней связи на пунктах управления и линий дистанционного управления некоторыми радиостанциями.

## Описание
Состоит из двух скрученных проводов диаметром 3,4 мм с правым направлением скрутки пары, в полиэтиленовой (или ПВХ) изоляции, устойчивой к ультрафиолетовому излучению. Стальные жилы в проводе придают высокую прочность, медные жилы обеспечивают низкое электрическое сопротивление высокочастотному переменному току. Проволоки в смежных повивах скручены в противоположных направлениях. Шаг скрутки токопроводящей жилы не превышает её 20 диаметров. Верхний повив — левого направления. Шаг скрутки изолированных жил — 100-120 мм. Провод легко паяется, медные и стальные жилы отлично спаиваются вместе. П-268 толще примерно в два раза, чем П-274 («тонкая полёвка»). Обеспечивает прочность при пролётах до 300 м и сильном обледенении. Для изготовления антенн может использоваться одинарный провод.

## Характеристики
- Строительная длина: 1000—1500 м
- Количество жил: 2
- Провода в жилах: 7 стальных (в сердцевине, диаметр 0,25 мм) и 12 медных (поверх стальных, диаметр 0,25 мм)
- Изоляция: полиэтилен толщиной 0,9 мм
- Диаметр жилы: 3,4 мм
- Прочность на разрыв сдвоенного провода: 65 кГс (уменьшится в два раза для одинарного)
- Сопротивление при температуре 20°С и постоянном токе: более 66 Ом/км
- Температура обслуживания: от -60 до + 50°С
- Масса 1 км сдвоенного провода: 35 кг
- Минимальная наработка: 50 тысяч часов
- Минимальный срок службы: 15 лет

## Применение
Кабель П-268 используется для обеспечения устройства абонентских линий дистанционного управления радиостанциями типа P-105, P-140, Р-159, Р-161А2М и других радиостанций. Благодаря низкому сопротивлению ВЧ-токам может использоваться для изготовления проволочных любительских антенн типа «длинный луч», элементов для квадратов и дельт, приёмных антенн Beverage.